# Réalisme (peinture)
Pour les articles homonymes, voir Réalisme, Réalisme (arts) et Réalisme (littérature).

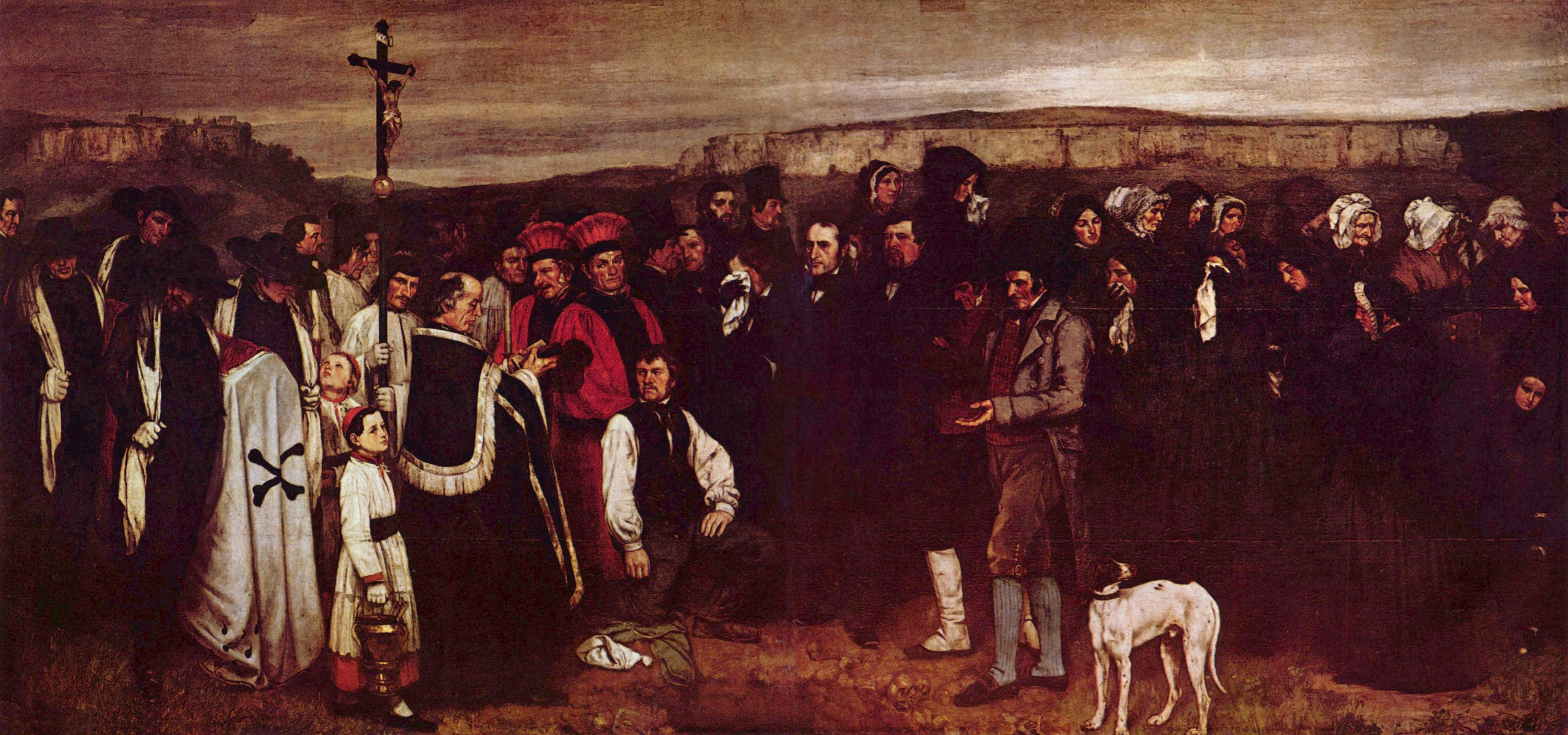
Un enterrement à Ornans (1849-1850), huile sur toile de Gustave Courbet (musée d'Orsay) que l'artiste voyait comme la mise à mort du romantisme.

Le réalisme est un mouvement artistique apparu en France et en Grande-Bretagne au milieu du XIXe siècle, qui, affirmant sa différence quant au romantisme, se caractérise par une quête du réel, une représentation brute de la vie quotidienne et l'exploration de thèmes sociétaux. Le réalisme n'est pas une tentative d'imitation servile du réel, et ne se limite pas à la peinture.
Il explose les canons, usages ou règles de la peinture académique de son temps, dans un contexte qui voit l'émergence de la photographie, des idéaux du socialisme et du positivisme, et participe du phénomène général de remise en cause des catégories esthétiques et des hiérarchies artistiques. Par sa radicalité, ce mouvement permet aux différentes avant-gardes artistiques de s'affirmer à partir de la fin du XIXe siècle.

« Le problème de la représentation du « réel » a toujours été une des plus pressantes préoccupations de la peinture, mais ce fut la notion même de réalité qui changea, de période en période : la réalité spirituelle — non moins vraie que l'autre — l'emportant sur la réalité matérielle, ou inversement. Selon que la forme se vidait de son contenu d'âme, ou, au contraire, tendait à se dématérialiser, le Réalisme prenait plus ou moins d'emprise sur l'art. »

— Marcel Brion, Les peintres en leur temps

## La «bataille» du réalisme

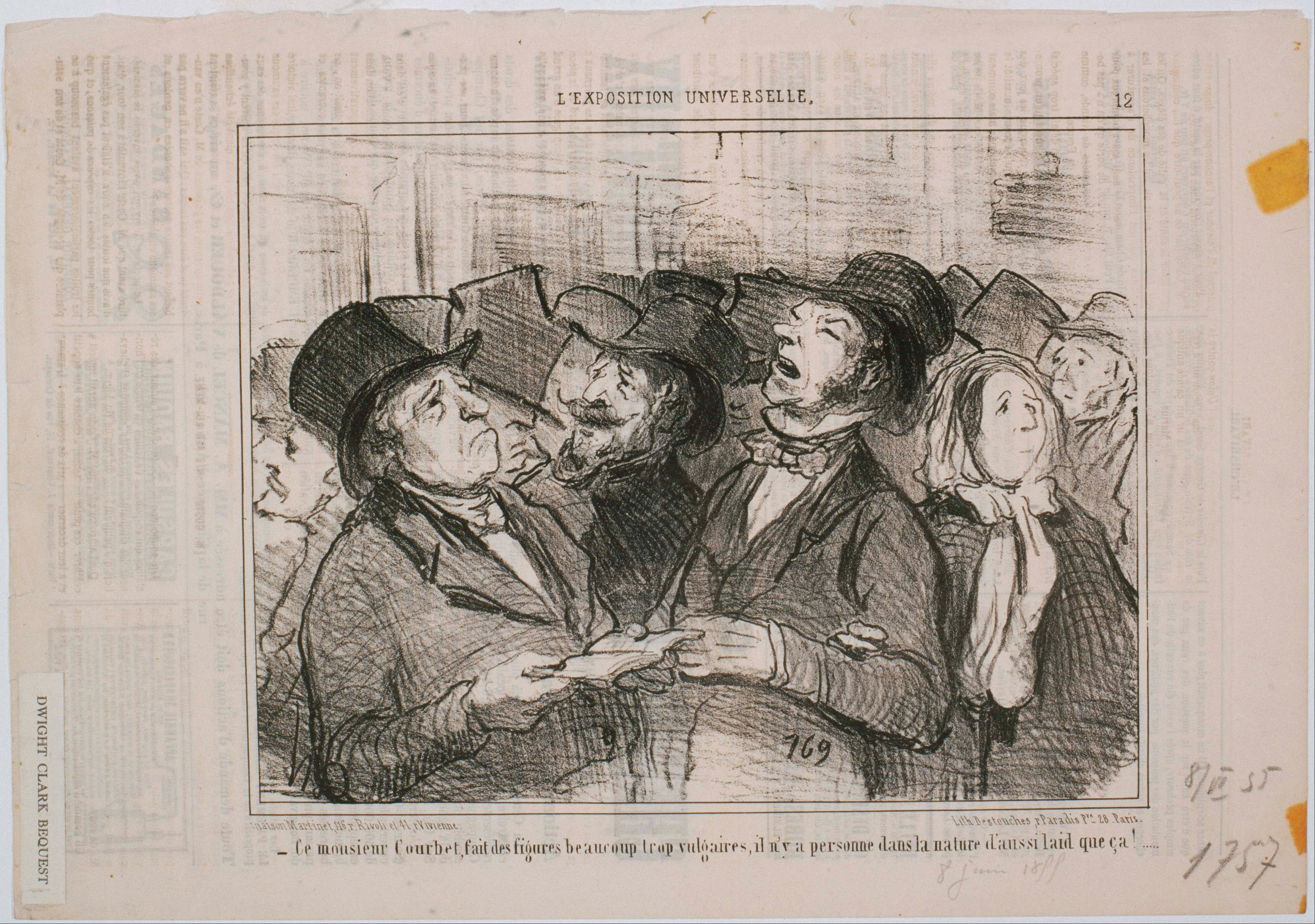
Ce monsieur Courbet fait des figures beaucoup trop vulgaires, il n'y a personne dans la nature d'aussi laid que ça ! : Honoré Daumier illustre par cette caricature la polémique qui entoure le pavillon Courbet en marge de l'Exposition universelle (lithographie, 1855, The Phillips Collection).

L'année 1836 marque un arrêt dans la fortune de l'art romantique : une Scène d'Hamlet d'Eugène Delacroix est refusée au Salon de peinture et de sculpture. Quelques années plus tard, le peintre dira : « Voilà trente ans que je suis livré aux bêtes ».
Au sortir du Salon de 1846, Charles Baudelaire écrit : « Académisme, idéalisme, idéalisation. La vérité dans l'art et la couleur locale en ont égaré beaucoup d'autres. Le réalisme avait existé longtemps avant cette grande bataille (…) Le romantisme n'est précisément ni dans le choix des sujets ni dans la vérité exacte, mais dans la manière de sentir ». Ainsi, le terme « réalisme », au sens d'une conception esthétique selon laquelle le créateur décrit la réalité sans l'idéaliser — ce qui, en soi, est aussi un idéal —, va s'imposer dans la langue française peu avant le milieu du XIXe siècle et le débat conceptuel entre les différentes manières de représenter idéalement ce qui existe est antérieure à l'émergence du mouvement. Pour autant, et comme l'exprime Baudelaire, l'académisme et l'école romantique portent eux aussi et chacun à leurs manières, un idéal.
Influencé entre autres par Delacroix, Géricault et Constable, se liant d'amitié avec Baudelaire, engagé politiquement car marqué par la révolution de 1848, le peintre Gustave Courbet introduit une rupture radicale : il emploie le terme « réalisme » pour désigner sa propre peinture en 1855, en marge de l'exposition universelle de Paris. Cette exposition dissidente qu'il intitule « Le Réalisme, par Gustave Courbet », constitue un manifeste et déclenche une vive polémique dans les journaux. Maxime du Camp écrit que « Courbet peint des tableaux comme on cire des bottes », et Étienne-Jean Delécluze enfonce le clou en affirmant que « le réalisme est un système de peinture sauvage où l'art est avili et dégradé ». Courbet, qui se méfie des étiquettes, définit lui-même en 1861 ce qu'il entendait par là : « Le fond du réalisme c'est la négation de l'idéal ». Entre-temps, les partisans, face aux opposants, se sont organisés. En 1856, paraît à Paris un périodique intitulé Réalisme, fondé par Louis Edmond Duranty avec le soutien de Champfleury, destiné à défendre l'esthétique nouvelle dans l'art et dans la littérature, et l'année suivante, l'écrivain Gustave Flaubert est victime d'un procès visant Madame Bovary, jugé, en certains passages, trop réaliste et donc censuré.

L'Atelier du peintre (1855) : cette grande huile sur toile de Courbet figure l'entourage amical du peintre, et donc, idéalement, les défenseurs de ce qu'il promeut (musée d'Orsay).

## Le Salon des refusés

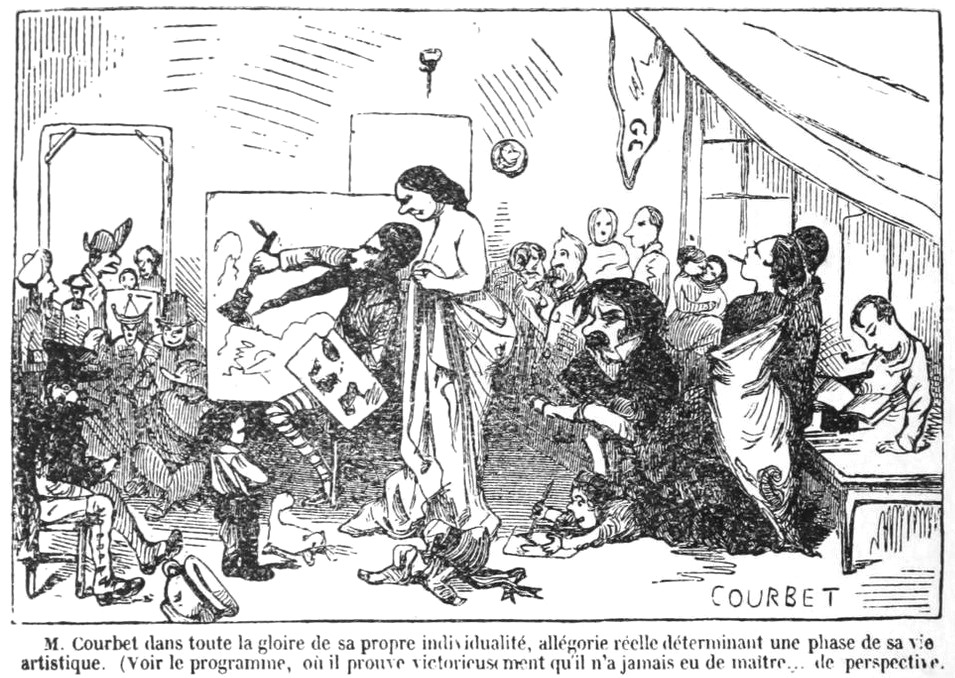
Caricature moquant L'Atelier du peintre de Courbet et signée Quillenbois (L'Illustration, 21 juillet 1855).

Cette inspiration réaliste se prolonge notamment chez Édouard Manet, qui en 1863, présente aux jurés du Salon l'huile sur toile intitulée Le Déjeuner sur l'herbe : la critique se déchaîne, place Manet et Courbet dans un même lot, ce qui conduit à la création exceptionnelle par l'administration des beaux-arts du Salon des refusés, tant la fronde est grande du côté des artistes qui souhaitent demeurer libres dans leurs choix de représentations et surtout pouvoir montrer leurs travaux.

## Impact
Mouvement au départ spécifiquement français, du moins en ses polémiques, il trouve des résonances en Europe, dans le costumbrismo espagnol, la Haagse School aux Pays-Bas, à Munich dès 1869, aux États-Unis, ou encore avec le mouvement russe des Ambulants, etc. La peinture n'est pas le seul médium représentatif de ce mouvement : l'eau-forte de peintres connaît durant les années 1860-1870 une renaissance particulièrement sensible, cette technique se mettant au service de la figuration des transformations et de la vie urbaines, du monde paysan, des petites gens.
Il est assez difficile d'établir une frontière nette entre romantisme et réalisme en peinture, car les principaux peintres de ce courant ne sont pas les « photographes des choses », mais bien les « poètes du réel ». Témoignant de cette complexité, Charles Baudelaire écrit que « tout bon poète fut toujours réaliste […] et la poésie est ce qu'il y a de plus réel, c'est ce qui n'est complètement vrai que dans un autre monde ».
Un autre distinguo assez complexe à établir est celui entre réalisme et naturalisme pictural : l'historien de l'art Marcel Brion parle lui de « naturalisme des odeurs », citant l'herbe humide chez Courbet, la bure des manteaux paysans chez Millet, la sueur des chevaux de course et des danseuses chez Degas, le fard gras chez Toulouse-Lautrec… On pourrait ajouter le frou-frou des étoffes chez Constantin Guys et le bruissement des arbres chez Corot, autant d'« impressions », de regards, d'interprétations, qui conduiront les critiques à définir d'autres catégories, d'autres courants à partir des années 1870-1880.
Pour Paul Valéry, les peintres réalistes de ce mouvement « employèrent à décrire les objets les plus ordinaires, parfois les plus vils, des raffinements, des égards, un travail, une vertu assez admirables ; mais sans s’apercevoir qu'ils entreprenaient pas là hors de leur principe, et qu'ils inventaient un autre « vrai », une vérité de leur fabrication, toute fantastique ».
Grande également fut l'influence de Millet, entre autres sur Vincent Van Gogh.

## Principaux représentants du courant

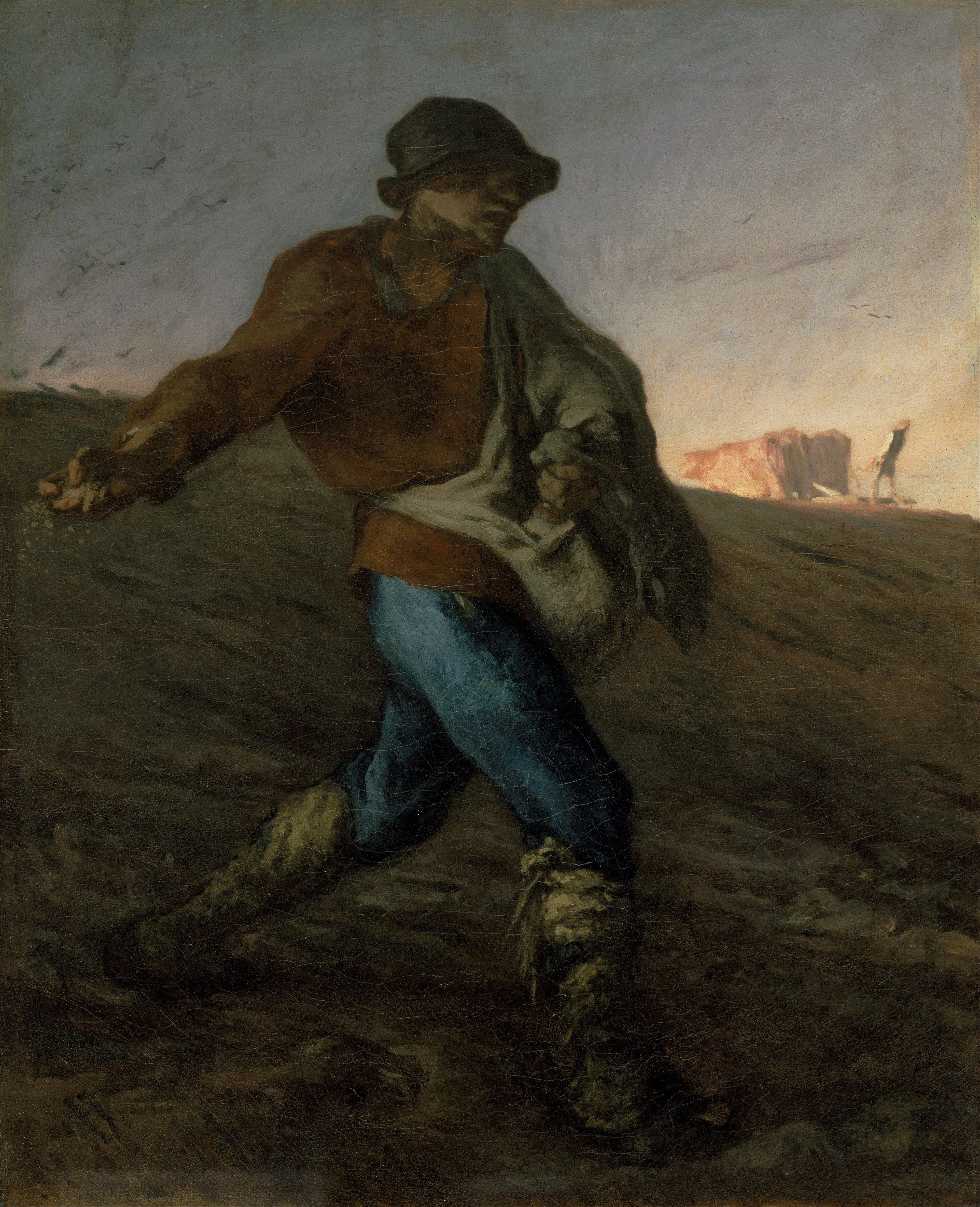
Une icône réaliste : Le Semeur (1850), Millet (Musée des beaux-arts de Boston).

### France
- Alexandre Antigna
- Rosa Bonheur
- Jules Breton
- François Bonvin
- Camille Corot
- Gustave Courbet
- Honoré Daumier
- Henri Fantin-Latour
- Constantin Guys
- Désiré François Laugée
- Alphonse Legros
- Édouard Manet
- Jean-François Millet

### Allemagne
- Wilhelm Leibl (1844-1900), Cercle de Leibl
- Victor Müller (1830-1871)
- Wilhelm Trübner (1851-1917)
- Charles Frederic Ulrich (1858-1908)
- Adolph von Menzel (1815-1905)
- Carl Schuch (1846-1903)

#### Positions de Klaus Herding
- Klaus Herding (de) (1939-2018), Realismus als Widerspruch, Frankfurt am Main, 1979 et 1984

Selon la lecture qu'en fait Gilbert Titeux dans sa thèse Au temps du brame… (2004), les quatre fondements théoriques du réalisme sont issus de la bataille réaliste des années 1830-1870 en Europe :
- « objectivation picturale », aussi complète que possible, (mimesis, conformité, choix du sujet, échelle, précision, moyens adéquats, maîtrise desdits moyens, performance) ;
- « innovation mimétique », exprimant une nouvelle dimension du réel, par rapport à un état antérieur de l'art (ou à un autre art contemporain), (spatialisation, corporéité, perspective, échelonnement des couleurs…) ;
- « reflet d'un monde ordinaire ou même haïssable », s'exprimant souvent au détriment d'une certaine brillance technique (celle de la peinture méticuleuse), (provocation, modification, abstraction) ;
- « réflexion conceptuelle », sur l'essence de l'objet représenté (refus des objectivations différenciées).

### Belgique

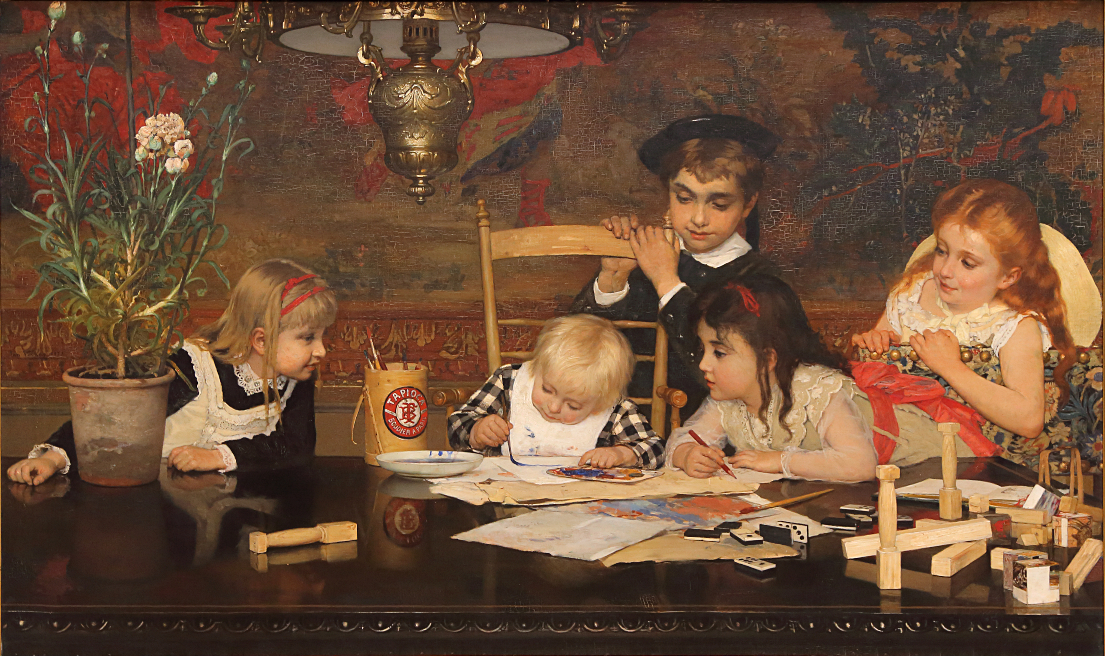
Le maître peintre de Jan Verhas. 1877

- Charles de Groux
- Constantin Meunier
- Frans Verhas
- Jan Verhas
- Antoine Wiertz

### États-Unis
- Réalisme américain

### Grande-Bretagne
- Hubert von Herkomer
- James Abbott McNeill Whistler (vivant entre Paris et Londres)

### Italie

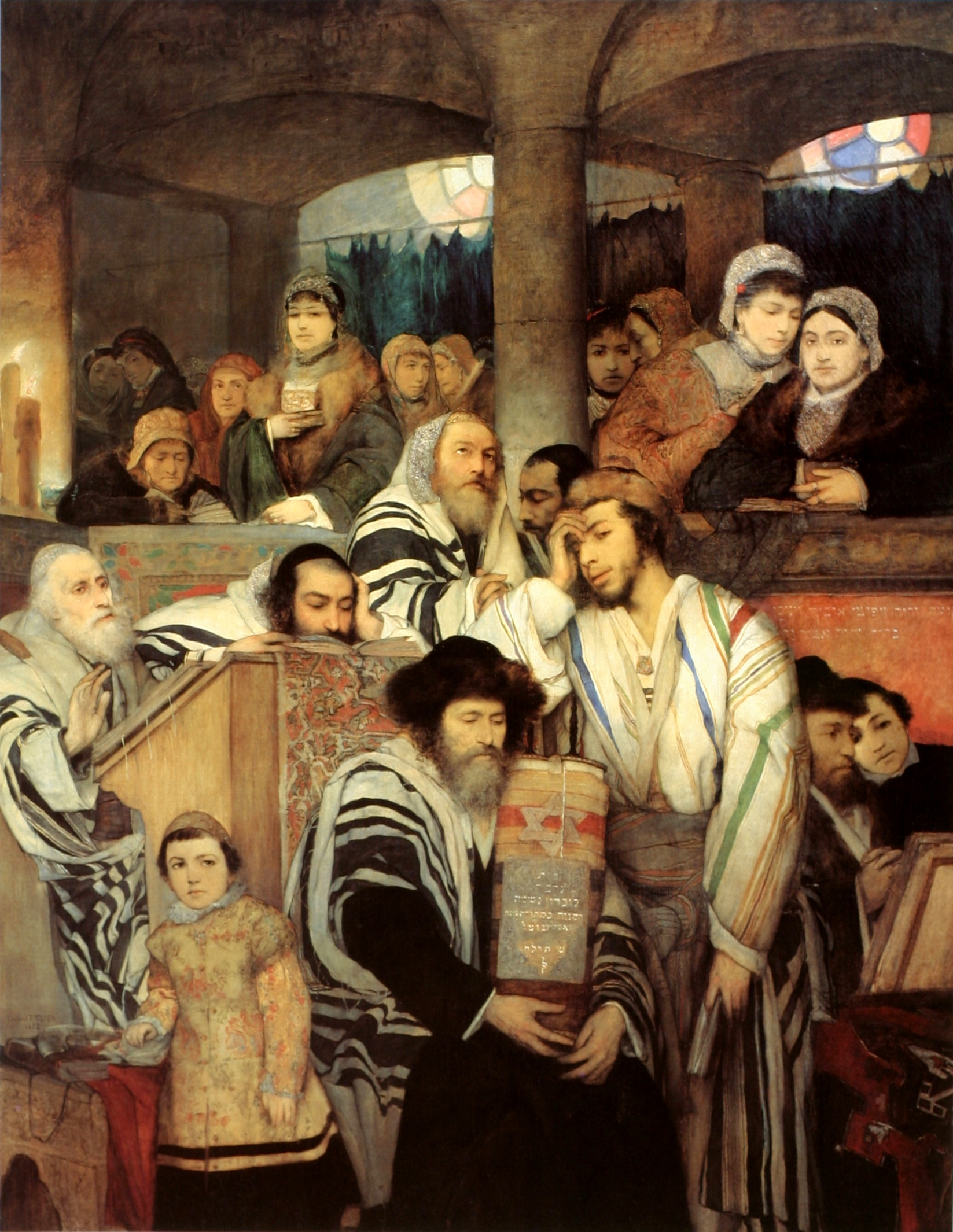
Juifs priant à la synagogue à Yom Kippour, M. Gottlieb, 1878

- Juifs priant à la synagogue à Yom Kippour, M. Gottlieb, 1878Giovanni Fattori, Cesare Saccaggi, Giuseppe Pellizza da Volpedo, Antonio Mancini, Vincenzo Caprile et le mouvement des Macchiaioli

### Pologne
- Maurycy Gottlieb

### Russie
- Isaac Levitan
- Constantin Makovski
- Vladimir Makovski
- Ilia Répine

## Œuvres caractéristiques
- L'Après-dînée à Ornans, Un enterrement à Ornans, Les Casseurs de pierres de Gustave Courbet (1848-1850).
- Un vanneur, L'Angélus, Des glaneuses de Jean-François Millet (1847-1860).
- Les Raboteurs de parquet (1877) de Gustave Caillebotte